# اککرا
اککرا (به سوئدی: Öckerö) یک منطقهٔ مسکونی در سوئد است که در بخش اککرا واقع شده‌است. اککرا ۲٫۴۲ کیلومتر مربع مساحت و ۳٬۴۸۸ نفر جمعیت دارد.